# Klippamarantsänka
Klippamarantsänka (Vidua maryae) är en fågel i familjen änkor inom ordningen tättingar.

## Utseende och läte
Häckande hane klippamarantsänka är en helsvart finkliknande fågel med grön glans och ljus brunaktig vingpanel. Hona och hane utanför häckningstid är brun och streckad på ryggen, ljus under och pregnant tecknad i ansiktet. Näbben är vitaktig och benen ljuslila. Arten är mycket lik nära släktingar och kan endast säkert identifieras med hjälp av lätena, som består av härmningar av klippamaranten, med bland annat mjuka visslande "teew", en fallande drill korta "tep" och ett "pit-pit-pit". Dessa blandas ofta ihop till en gnisslande serie med ljusa toner.

## Utbredning och systematik
Fågeln förekommer enbart i norra Nigeria (Josplatån). Den behandlas som monotypisk, det vill säga att den inte delas in i några underarter.

## Levnadssätt
Klippamarantsänkan är en fåtalig och lokalt förekommande fågel som hittas i klippiga områden i savannmiljöer. Arten är boparasit som är specialiserad på klippamaranten.

## Status
Trots det begränsade utbredningsområdet och att den tros minska i antal anses beståndet vara livskraftigt av internationella naturvårdsunionen IUCN. 

## Namn
Det svenska namnet kommer av att fågeln är boparasit på klippamarant (Lagonosticta sanguinodorsalis).